# Diaspasis
Diaspasis is een geslacht van bedektzadigen uit de familie Goodeniaceae. Het geslacht telt een soort die voorkomt in het zuidwesten van West-Australië.

## Soorten
- Diaspasis filifolia R.Br.